# لیناردو آویلا
لیناردو آویلا (به پرتغالی: Leandro Corona Ávila) هافبک اهل برزیل است که در شهر پورتو الگره و در تاریخ ۶ آوریل ۱۹۷۱ به دنیا آمده‌است.
لیناردو آویلا در تیم‌های فوتبال واسکو دوگاما سابقهٔ حضور دارد.